# Mychoplectra audens
Mychoplectra audens is een mosdiertjessoort uit de familie van de Electridae. De wetenschappelijke naam van de soort is voor het eerst geldig gepubliceerd in 1949 door Marcus.